# Блок мозаїчної структури
Блок моза́їчної структу́ри — частина кристалічного зерна, яка когерентно (однаково за певні проміжки часу) розсіює рентгенівське випромінювання. У блоці мозаїчної структури атоми розміщені в певній послідовності в усіх напрямах. Блок мозаїчної структури не дуже зміщені один відносно одного, тому на межі між ними кристалічні ґратки слабо спотворені. Під мікроскопом блочна структура взагалі не спостерігається. Метали та їхні сплави після пластичної деформації або термічної обробки характеризуються роздробленням блоків розміром 10−5 — 10−6 см.